# レイジ・イン・ハーレム
『レイジ・イン・ハーレム』（原題：A Rage in Harlem）は、1991年制作のアメリカ合衆国のクライム・コメディ映画。
黒人作家チェスター・ハイムズ原作の墓掘りジョーンズと棺桶エドの黒人刑事コンビが活躍する「墓掘りジョーンズ&棺桶エド」シリーズの第1作「イマベルへの愛」の映画化。

## あらすじ
1956年、ニューヨーク・ハーレム。葬儀屋の経理担当者として働く真面目な黒人青年ジャクソンは、同僚に誘われて出席した葬儀組合のダンス・パーティでイマベルという女性に一目惚れする。
イマベルはジャクソンを誘惑、ベッドを共にして、彼の部屋に居つく。やがて彼女は純朴なジャクソンに愛を感じ始めるのだが、ある日、ミシシッピを拠点とする残忍な黒人ギャング団を率いるスリムが現れ、イマベルは連れ去られてしまう。実はイマベルはスリムのヒモで、彼らが金山から盗み出した黄金を持って逃げて来たのだった。
ジャクソンは放蕩癖で絶縁状態にあった兄のゴールディーに助けを求め、スリム一味を追う。兄弟愛を取り戻した2人は、スリム一味とハーレムの金融王イージー・マネーとの交渉がこじれたことで始まった銃撃戦の中、イマベルを助けるべく身を投じていく。

## キャスト
- ジャクソン：フォレスト・ウィテカー
- ゴールディー：グレゴリー・ハインズ
- イマベル：ロビン・ギヴンズ
- イージー・マネー：ダニー・グローヴァー
- スリム：バジャ・ジョラ
- ビッグ・キャシー：ゼイクス・モカエ
- ルイス：ウェンデル・ピアース